# كلاب رفع

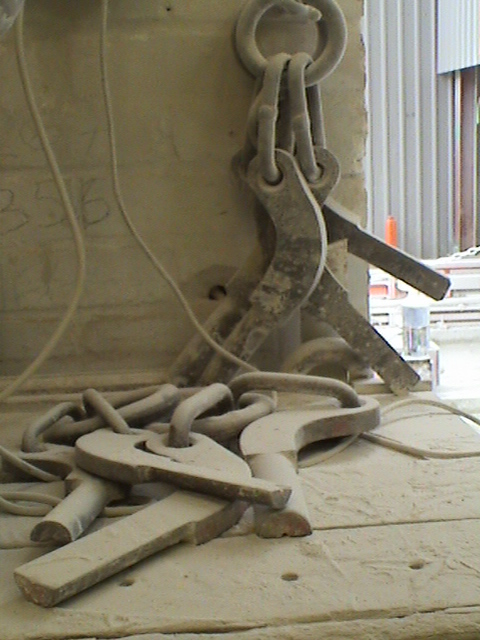
كلاب رفع في ورشة البناء بالحجارة

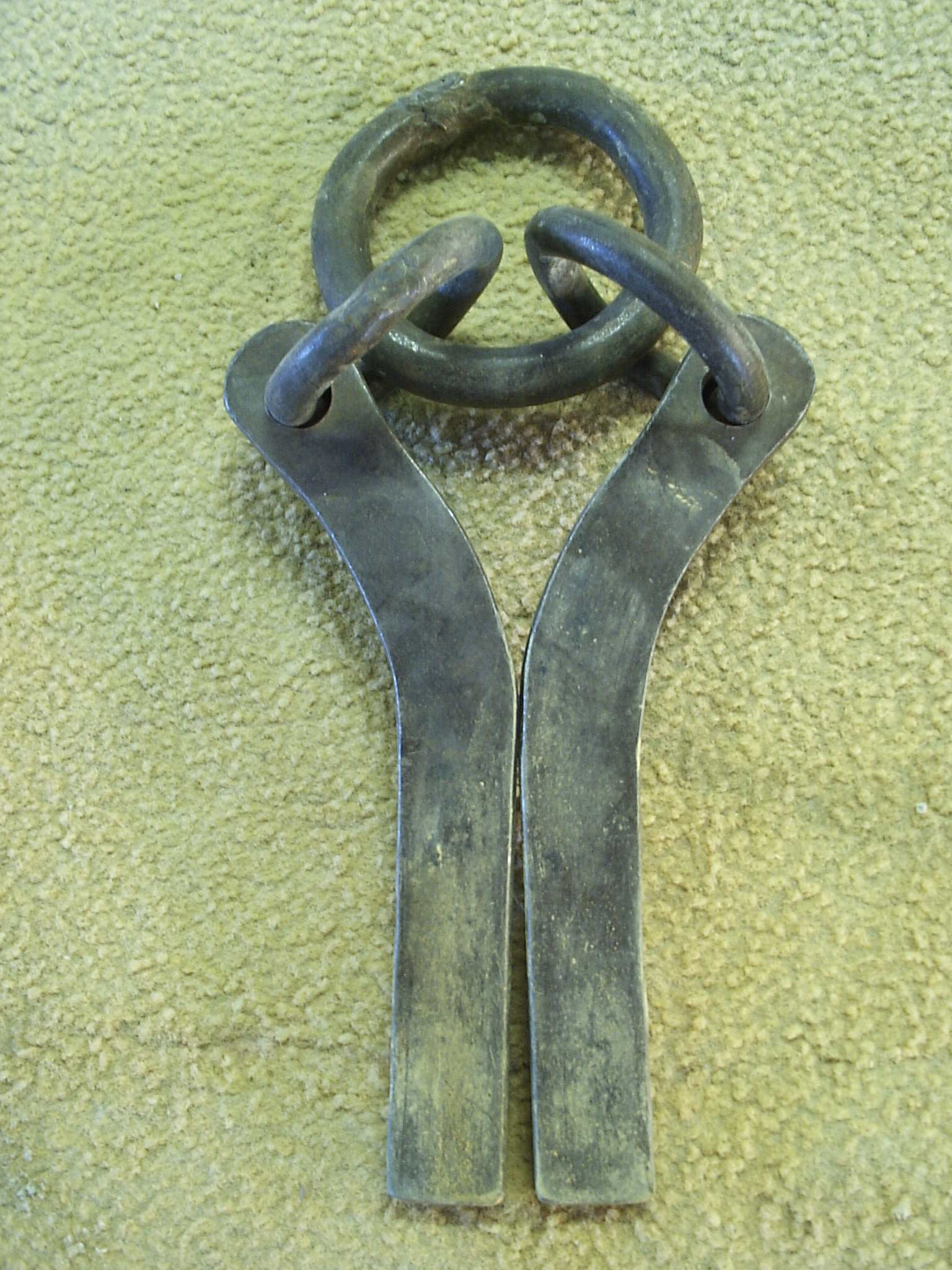
كلاب رفع سلسلي

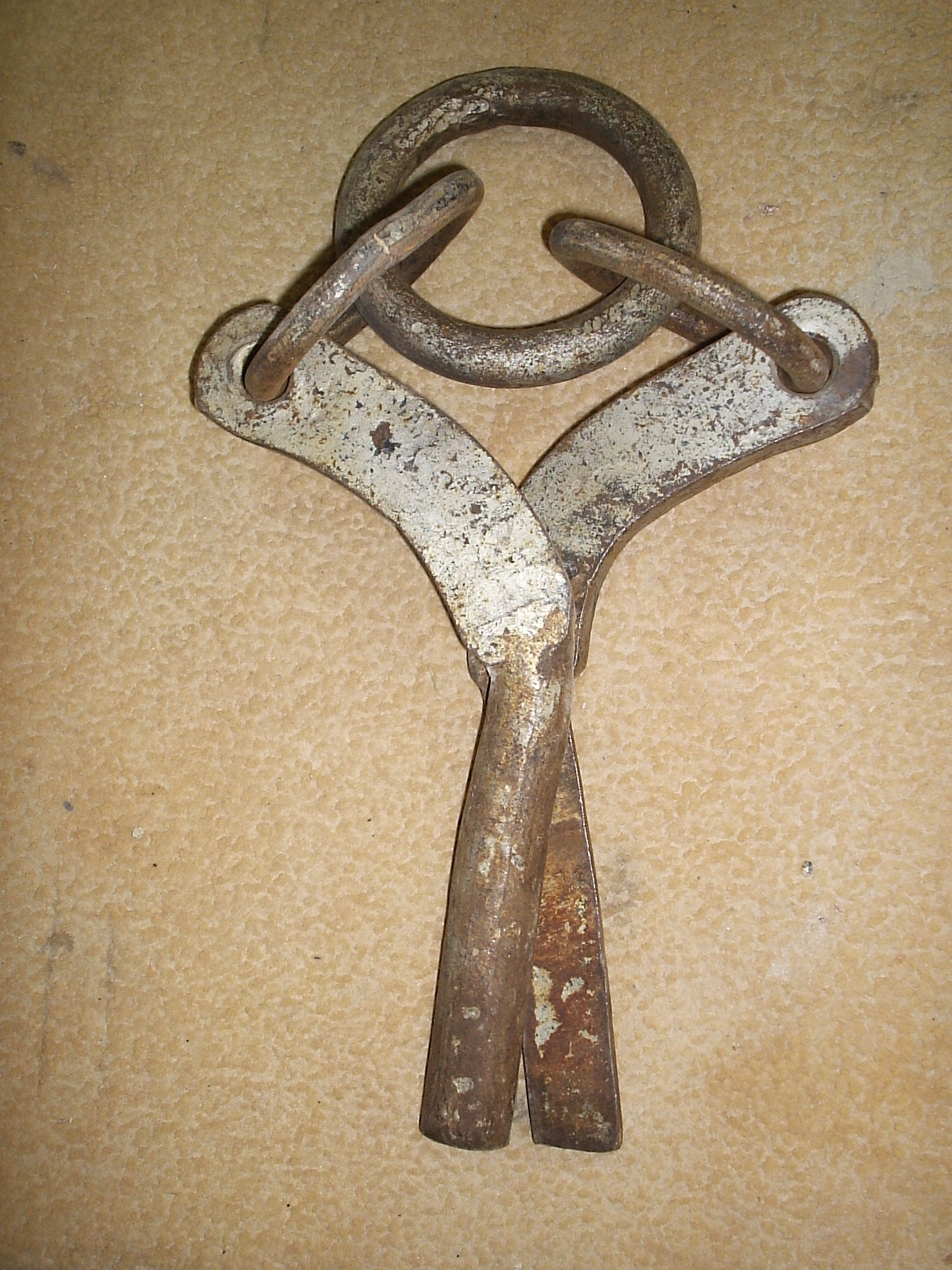
كلاب رفع تِيلِيّ مشقوق

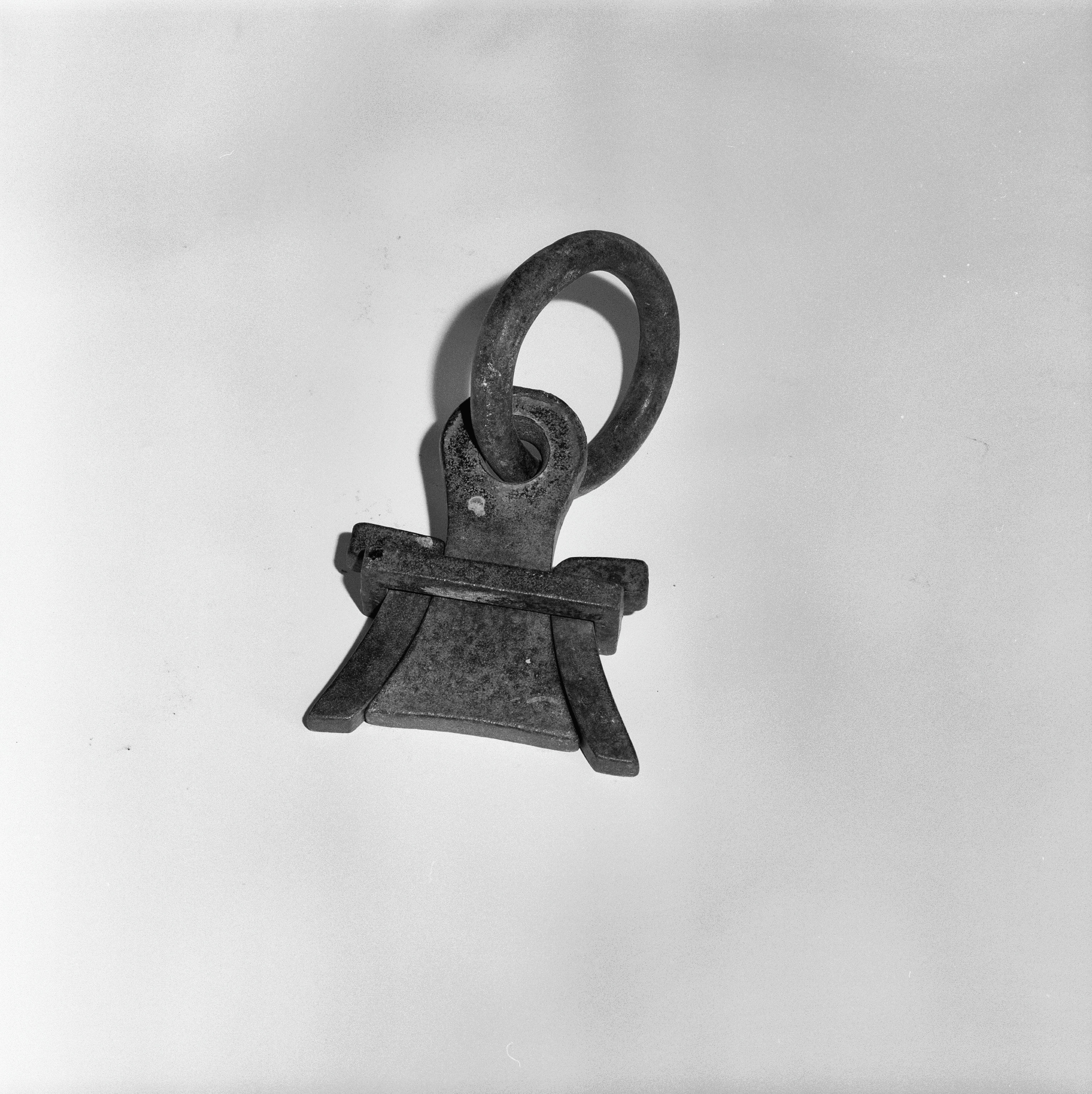
كلاب رفع ثلاثي الأرجل

كُلَّاب الرفع أو المِنْشَال هو أحد فئة أجهزة الرفع التي يستخدمها البناءون بالحجارة لرفع الأحجار الكبيرة إلى مكانها باستخدام رافعة رهوية أو كتلة سلسلية أو ملفاف. يُدخَل في ثقب معد خصيصًا أو مقعد في أعلى الحجر، ويفضل أن يكون فوق مركز كتلته. يعمل من خلال تطبيق مبادئ المخل ويستخدم ثقل الحجر للتأثير على أذرع المخل الطويلة، مما يؤدي بدوره إلى قوة رد فعل واحتكاك عالية جدًا حيث تلامس أذرع المخل القصيرة الحجر داخل الحفرة وبالتالي تمنع الانزلاق.

## معرض الصور

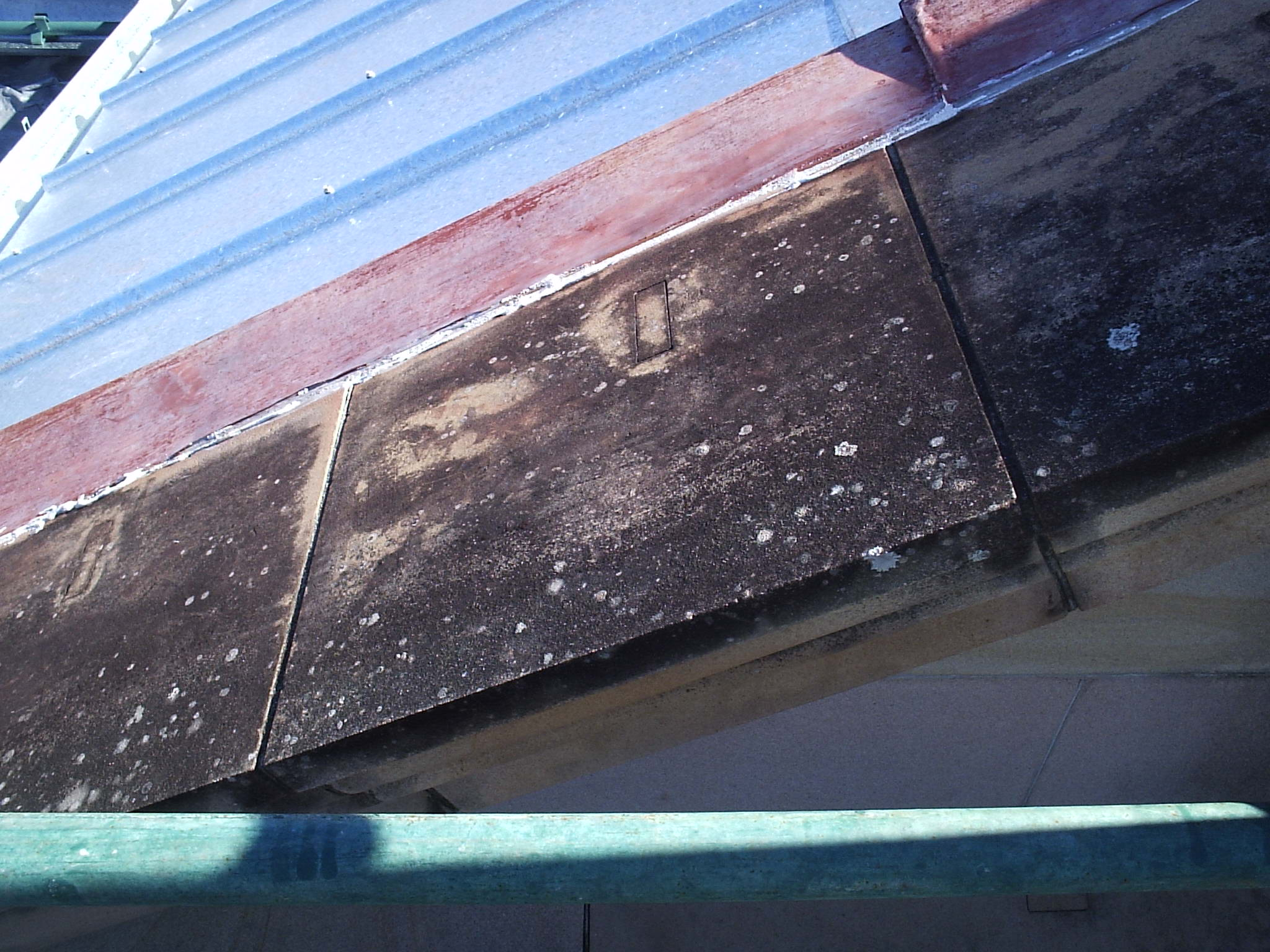
ثقوب كلاب الرفع المُثَّلَّمَة
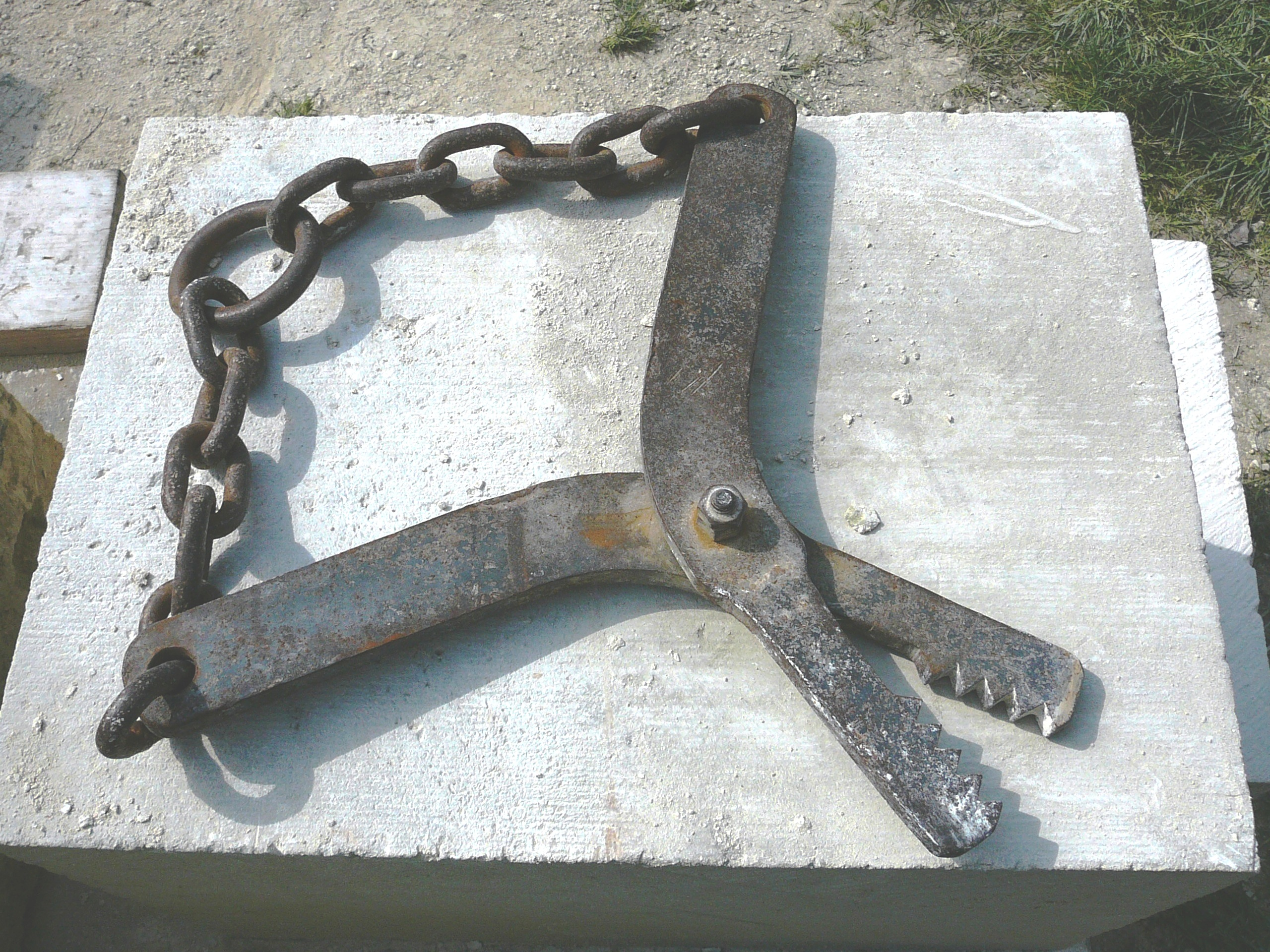
كلاب رفع مربوط بالسلسلة من النوع الفرنسي
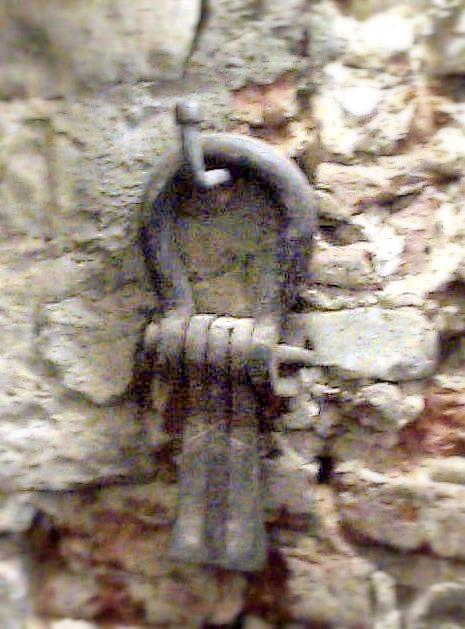
مفاتيح القديس بطرس في كاتدرائية فلورنسا
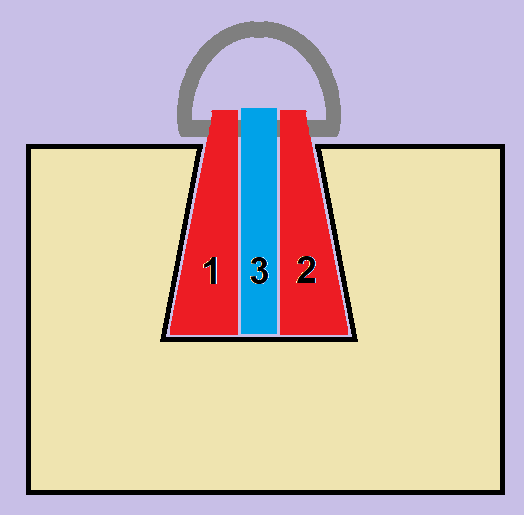
مبدأ عمل كلاب رفع ثلاثي الأرجل، تُدْرَج الأقسام 1، و2، ثم 3.
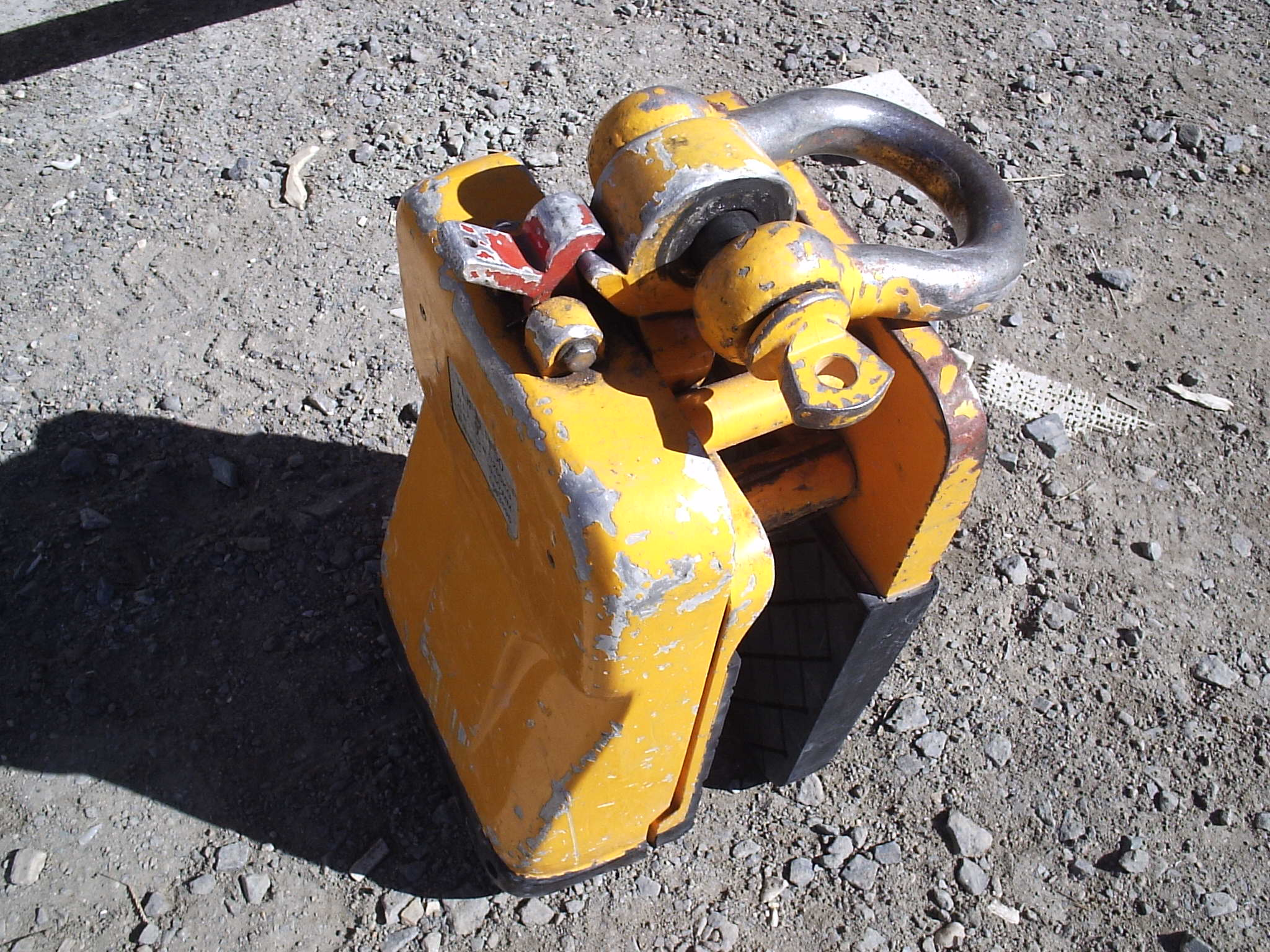
كلاب رفع خارجي: رافعة بلاط قامطية ثِقاليّة
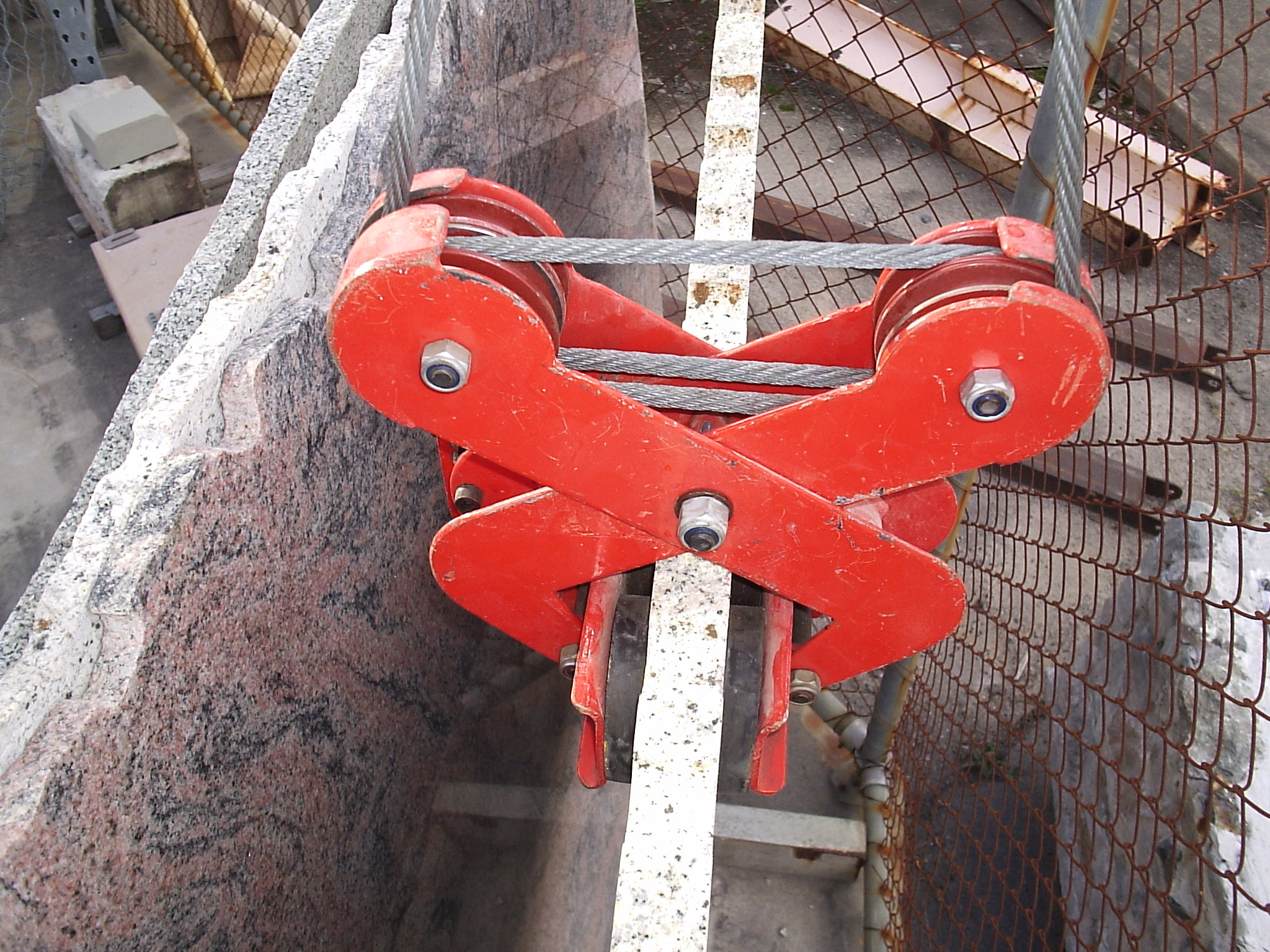
رافعة البلاط
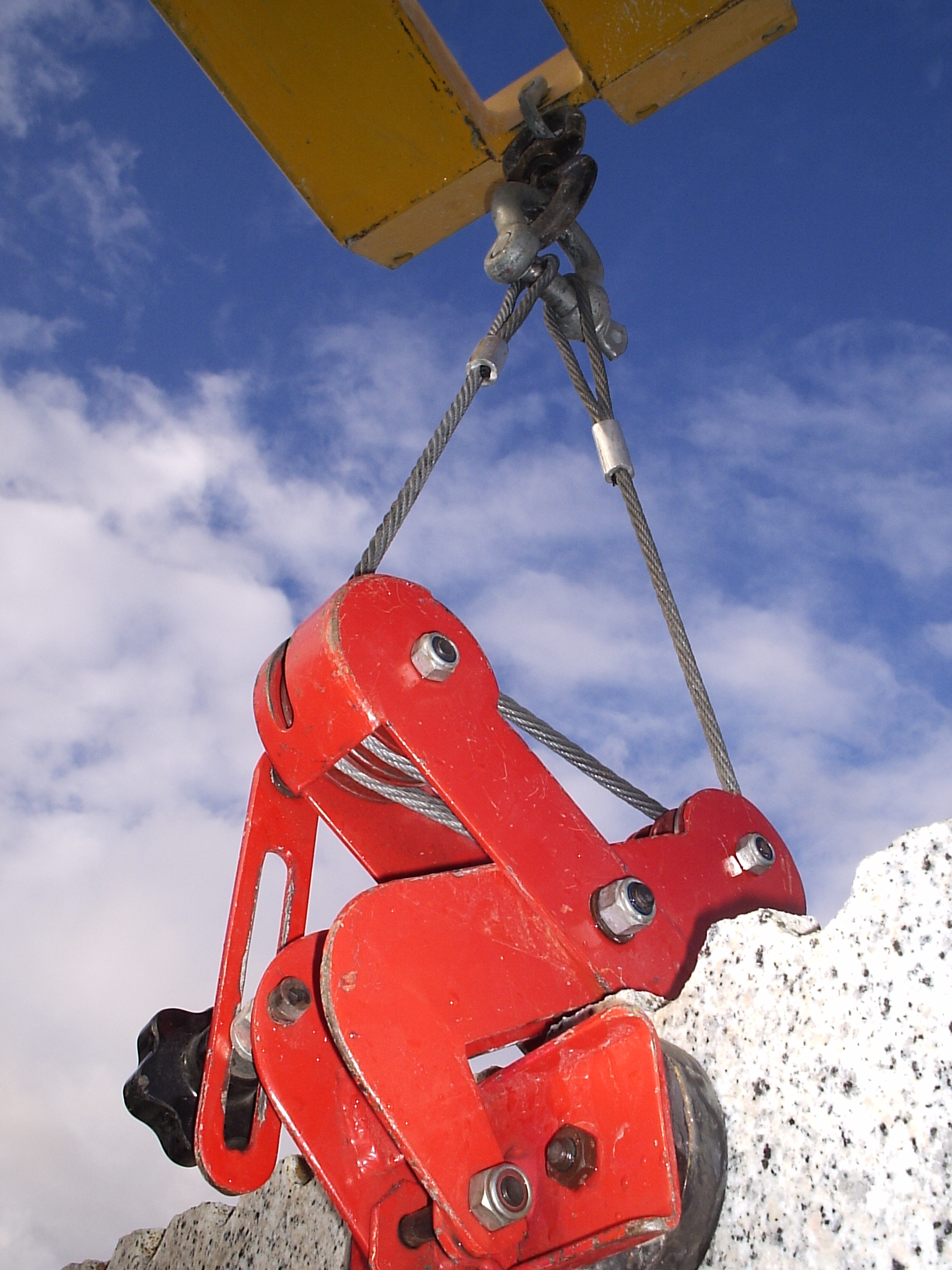
قفل أمان رافعة البلاط
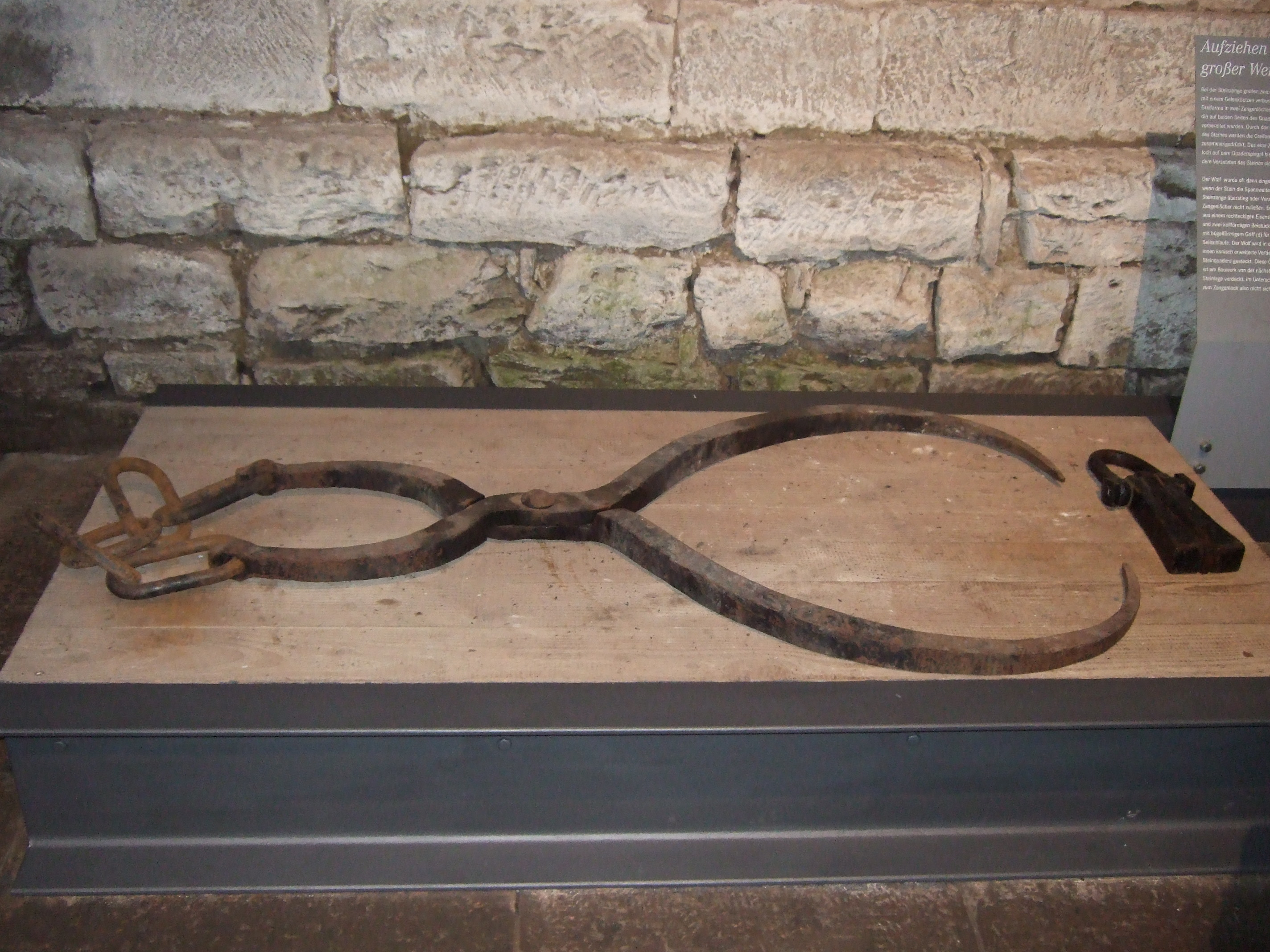
رافعة حافة رصيف ألمانية ومفاتيح القديس بطرس
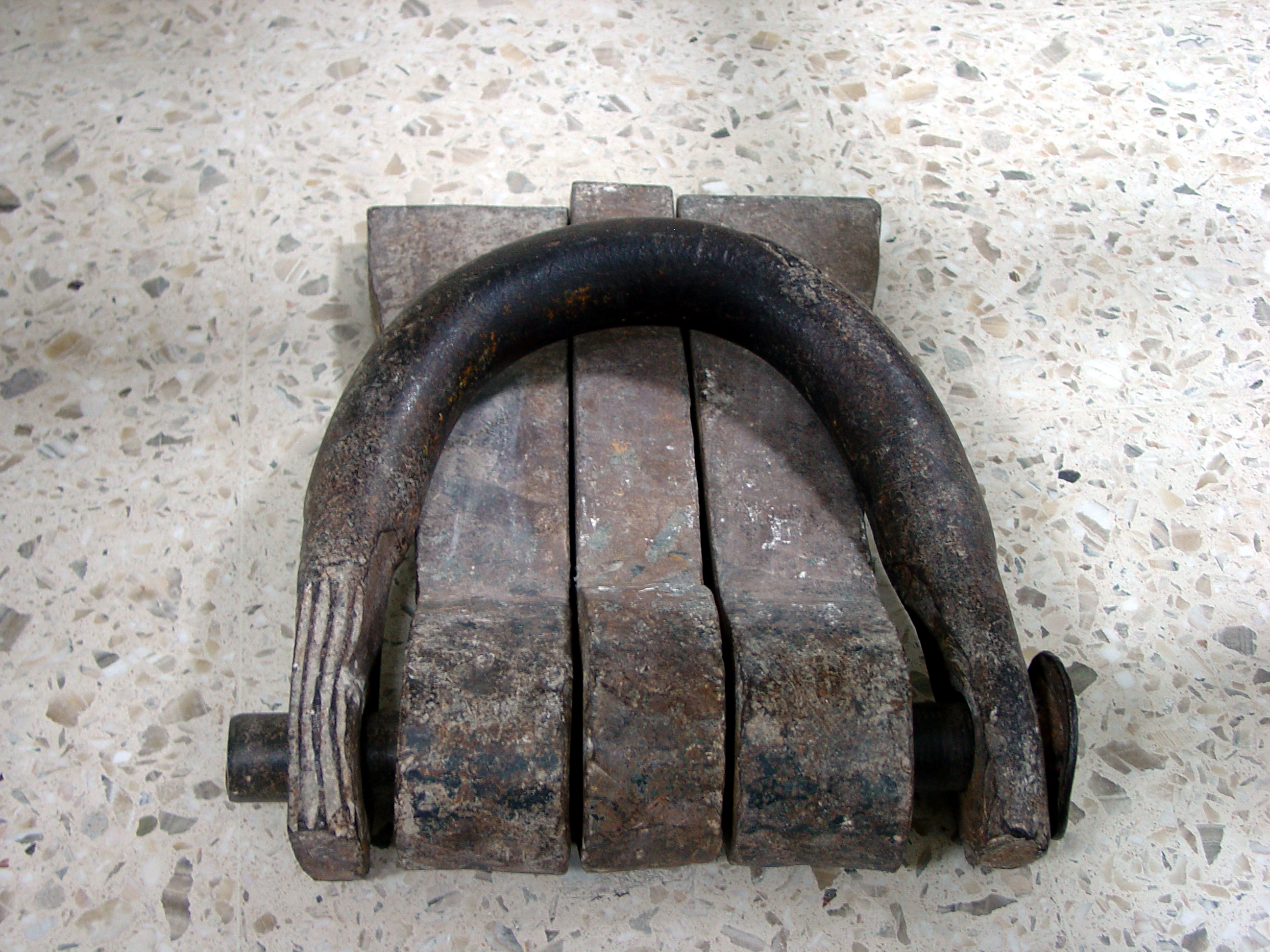
كلاب رفع ثلاثي الأرجل

## روابط خارجية
- منتدى الدراسات العليا يبحث تيد مورغان في العلاقة بين التكنولوجيا الرومانية القديمة وممارسات الهندسة البريطانية الحديثة.